# Valle (Lettland)
Valle (deutsch: Wallhof oder Wallhofen) ist ein Dorf südöstlich von Riga in Lettland, nahe der Grenze zu Litauen.

## Geschichte
Das Gut Wallhof war im Besitz des Herzogs von Kurland und Semgallen, seit der Auflösung des Herzogtum 1795 war es ein Krongut des Zaren. 1907 wurde das Gut aufgeteilt und die Äcker 37 lettischen Bauern überlassen. Deren Bauernhöfe wurden nach der Eroberung Lettlands durch die Rote Armee 1944/1945 im Zuge der Kollektivierung der Landwirtschaft enteignet. In Valle befand sich die Administration der gleichnamigen Kolchose.
Bei Wallhof besiegte das schwedische Heer unter Gustav II. Adolf am 7. Januarjul. / 17. Januar 1626greg. die Polen unter dem Großhetman von Litauen, Lew Sapieha.

## Sehenswürdigkeiten
- Die Lutherische Kirche Valle wurde von 1781 bis 1785 erbaut. Der Turm wurde 1874 angebaut[3]
- In dem in einem Blockhaus untergebrachten Museum Zvanītāju Bukas befindet sich eine Ausstellung über die in Valle geborenen Schauspieler Alfred Amtmanis-Briedītis und seinen Bruder Teodors Amtmanis[4]

## Persönlichkeiten
- Georg Mancelius (1593–1654), Pfarrer in Valle
- Alfreds Amtmanis-Briedītis (1885–1966) war ein Schauspieler und Regisseur, der in Valle geboren wurde. Sein Geburtshaus ist heute als Museum eingerichtet.